# Tacacá
Le tacacá est une spécialité culinaire de l'Amazonie brésilienne, en particulier des États du Roraima, Acre, Amapá, Pará et Rondônia. Elle est préparée comme une soupe veloutée, ayant pour base un bouillon bien assaisonné habituellement fait d'oignon, d'ail, de coriandre longue, de ciboulette et surtout d’un bouillon jaunâtre, appelé tucupi. Ce bouillon acidulé, sous produit du manioc, est versé sur du tapioca (également sous produit du manioc), et infusé avec des crevettes séchées et du cresson du Pará (jambu). Il est servi traditionnellement très chaud et assaisonné de piment dans une cuia (pt) (un bol fait d’une demi-calebasse). Le tucupi et le tapioca sont préparés à partir du manioc râpé : celui-ci est pressé pour en extraire le jus, qui en se décantant donne une fécule très fine : le tapioca, et un liquide jaunâtre laiteux : le tucupi.
Les traces les plus anciennes de sa consommation se trouvent au Pará : selon Luís da Câmara Cascudo, il dérive d'un type de soupe indienne appelée « mani poi ». Câmara Cascudo affirme que cette « mani poi » a donné naissance au tacacá actuel ; il contenait traditionnellement du poisson ou de la viande de bœuf, de l'ail, du piment, du sel, et quelquefois des crevettes séchées.

## Ingrédients
Liste complète :
- tucupi ;
- tapioca ;
- crevettes séchées et salées ;
- cresson du para (jambu) (Spilanthes oleracea, ou Acmella oleracea) ;
- sel ;
- ail ;
- coriandre longue ;
- piment.

### Présentation et consommation
Le tucupi bouillant est versé sur la goma (tapioca ou fécule de manioc), qui donne une texture veloutée et gélifiée particulière à la soupe. La soupe est agrémentée de chicoria (ou coriandre longue Eryngium foetidum), de jambu, d'ail et de crevettes séchées. Le tacacá est souvent vendu dans la rue, par les tacacazeiros.
La nature acidulée du tucupi accentue les effets du jambu, qui cause un engourdissement et un picotement des lèvres et de la bouche.
Servi très chaud dans des couis (la cuia est un bol fait d’une demi-calebasse), il est posé sur un petit support en rotin pour protéger les mains de ceux qui le consomment.
Il est d'usage de le consommer en fin d'après-midi, dans les rues, dans les tacacazeiras traditionnelles. Il est commun de servir ce plat au déjeuner et au diner.

## Le tacacazeiro
Le vendeur de tacacá, ou tacacazeiro, est une figure typique des rues de la plupart des villes de l'Amazonie.